# K-84 Iekaterinbourg
Pour les articles homonymes, voir K84.
Le K-84, puis K-84 Iekaterinbourg (en russe : К-84 « Екатеринбу́рг ») est un sous-marin nucléaire lanceur d'engins du Projet 667BDRM Delfin (code OTAN : classe Delta-IV) de la Flotte du Nord de la Marine soviétique puis de la Marine russe.

## Construction
La quille du K-84 est posée le 17 février 1982 au chantier naval no 402 de la Sevmash à Severodvinsk. Le 19 janvier 1983, le bâtiment est classé en tant que « croiseur sous-marin lance-missiles » (RPK). Il est lancé le 17 mars 1985 et il est soumis à des essais mer (essais constructeurs et officiels) avant son entrée en service le 30 décembre 1985,.
Le K-84 est le second des sept sous-marins du projet 667BDRM Delfin, conçus par le bureau d'étude Rubin en septembre 1975. En tant que sous-marin nucléaire lanceur d'engins, il est conçu pour emporter jusqu'à 16 missiles R-29RM Shtil (code OTAN : SS-N-23 Skiff) capable de frapper des objectifs militaires et industriels dans l'éventualité d'une guerre nucléaire,. Chaque missile Shtil contient dix ogives à trajectoire autonome de 100 kt et a un écart circulaire probable de 500 m. Il est également équipé de missiles anti-navires RPK-7 Veter (code OTAN : SS-N-16 Stallion) et de torpilles.

## Service
Le 15 février 1986, le K-84 est affecté à la 13e division de la 3e flottille de sous-marins de flotte du Nord, stationnée dans la baie d'Olenia. Le sous-marin réalise des essais acoustiques au second semestre 1986 pour évaluer sa furtivité. En avril 1988, il reçoit la visite à bord du Ministre de la Défense, le maréchal Iazov. À l'hiver 1989 et au printemps 1990, il est en patrouille opérationnelle avec le premier équipage. En août 1989, le K-84 tente de tirer l'ensemble de ses missiles en une seule salve, mais l'opération se révèle être un échec. En décembre 1989, en compagnie du K-407 Novomoskovsk il procède à une tentative de lancement de l'intégralité de sa dotation de missiles en une seule salve dans le cadre de l'opération Behemoth, mais le deuxième missile ne part pas,.
Le 3 juin 1992, le K-84 est reclassé en « croiseur sous-marin nucléaire stratégique » (APKSN). Il avait accompli à cette date huit patrouilles opérationnelles. En 1993, le bâtiment est transféré en baie de Saïda
Le K-84 est placé en indisponibilité périodique pour entretien et réparation (IPER) pour entretien et modernisation entre le 3 décembre 1996 et juillet 2003 aux chantiers navals Sevmash ou Zvezdochka à Severodvinsk. Cependant, les travaux ne débutent qu'en mars 1998. Il reçoit à cette occasion les nouveaux missiles R-29RMU Sinerva. Le 2 février 1999, le K-84 est renommé K-84 Iekaterinbourg, et l'accord de parrainage est officiellement signé avec les autorités de la ville de Iekaterinbourg le 23 février,,.
En mai 2002, le sous-marin est remis à l'eau. Le combustible nucléaire usagé est retiré et ses réacteurs nucléaires sont rechargés en août. En septembre, alors que le K-84 Iekaterinbourg procède à des essais constructeurs à la suite de l'IPER, l'explosion d'une vanne d'air à haute pression fait un blessé et le contraint à rentrer à quai en urgence. En décembre, les essais officiels débutent.
En janvier 2003, le bâtiment est réadmis eu service actif au sein de la Flotte du Nord et il est affecté à la 31e division de la 3e flottille de sous-marins, stationnée dans la baie Iagelnaïa. En juin et juillet, il procède à de nouveaux essais en mer Blanche. En 2004, il est en service opérationnel au sein de la 12e escadre de sous-marins, stationnée à la base navale de Gadjievo. En avril, il sort de la zone qui lui avait été attribuée et est un temps considéré comme sous-marin ennemi, ce qui déclenche la mise en alerte des forces anti-sous-marines de flotte du Nord. Le 28 juin, le K-84 Iekaterinbourg procède au lancement réussi d'un missile RSM-54 depuis la mer de Barents vers le polygone de Koura, sur la péninsule du Kamtchatka,.
Le 17 août 2005, il effectue un lancement réussi d'un missile depuis la mer de Barents à nouveau vers le polygone de Koura, pendant un exercice de flotte du Nord auquel assiste le président de la fédération de Russie Vladimir Poutine. Il est récompensé à cette occasion par le prix du Commandant en chef de la Marine. En 2006, il appartient à la 31e division de la 12e escadre de sous-marins de flotte du Nord (Gadjievo). Le 9 septembre, il effectue un tir en surface d'un missile RSM-54 depuis les environs du pôle Nord. Les ogives atteignent leur objectif dans le polygone de Chija, sur la péninsule de Kanine.
Le 11 octobre 2008, le K-84 Iekaterinbourg tire un missile balistique en plongée depuis la mer de Barents contre une cible d'entraînement sur le polygone de Koura au Kamtchatka. Le 13 juillet 2009, il lance un missile Sineva en portée maximale depuis la mer Blanche ou les environs du pôle Nord.
En 2010, au cours d'une sortie en mer, une avarie sur le collecteur principal d'un réacteur entraîne un retour à quai et des réparations au chantier Nerpa.
En 2011, à une date non connue, un choc avec le quai provoque une fissure du carénage en fibre de verre du dôme sonar avant bâbord. Le 26 avril, le K-84 lance en plongée un missile Sineva  d'exercice depuis la mer de Barents vers le polygone de Koura, puis à nouveau le 20 mai (le premier R-29RMU2 Liner) et le 27 juillet, dans les mêmes conditions. Le bâtiment reçoit le prix du Commandant-en-chef de la Marine. En décembre, il est photographié sur le dock flottant PD-50.

## Incendie à bord
Le 29 décembre 2011, vers 12 h 20 UTC, plusieurs incendies se déclarent à bord alors qu'il est en cale sèche près de Mourmansk. Le dernier est maîtrisé avec difficulté, après plusieurs heures de lutte contre les flammes le sous-marin est partiellement immergé pour contrôler l'incendie. Dans leurs premières déclarations, les autorités russes affirment que l'incendie n'avait pas fait de blessé et qu'aucune fuite radioactive n'avait été décelée, elle ajoutent que le bâtiment était en réparation et n'emportait pas d'armes au moment du sinistre. L'incendie se serait déclaré lorsque des étincelles émises lors de soudures réalisées sur le bâtiment auraient enflammé des échafaudages en bois utilisés sur le chantier avant de gagner les tuiles anéchoïques en caoutchouc recouvrant la coque du sous-marin. Le président russe Dmitri Medvedev ordonne la réparation du sous-marin et une enquête approfondie sur les causes de l'incident. Les systèmes hydroacoustiques du sous-marin sont détruits par l'incendie. Certaines sources avances que la coque externe du sous-marin aurait subi des dégâts structurels en raison de la chaleur ; la température à l'intérieur du compartiment des torpilles serait monté jusqu'à 60-70 °C.
Le 12 janvier 2012, l'agence ITAR-TASS rapporte que les réparations du sous-marins prendraient trois à quatre ans. Les réparations auraient lieu en même temps qu'une interruption pour modernisation qui était programmée pour le début de l'année 2013. Le 17 janvier 2012, le K-84 est annoncé comme devant rallier Severodvinsk en mai-juin 2012 en raison des glaces dans la région pour une IPER pour réparations à partir de décembre 2012. Sa date de retour en service est alors prévue pour 2014.
Le 14 février 2012, le journal Vlast rapporte que le sous-marin emportait 16 missiles R-29RM Shtil (code OTAN SS-N-23 Skiff), armés de quatre ogives nucléaires chacun, au moment de l'incendie, malgré les affirmations des porte-paroles de la Marine affirmant qu'aucune arme nucléaire n'était à bord et qu'elles avaient été déchargées avant que l'incendie ne se déclenche. D'après Vlast, la présence de ces armes nucléaires à bord du bâtiment en feu signifie que la « Russie était passée, le temps d'une journée, non loin de la plus grande catastrophe depuis Tchernobyl. »

### Retour en service
Le 17 avril 2014, son retour en service annoncé pour fin 2014, avec une augmentation de sa durée de vie de 5 ans. Le 6 juin, le K-84 est sorti de forme et chargé sur dock. La réparation de l'ensemble acoustique endommagé par l'incendie de décembre 2011 a coûté la somme de 400 millions de roubles. Le 26 juillet, le bâtiment est remis à l'eau.
Le 14 novembre, il effectue une première sortie pour essais après son IPER.